# Vorwärts lieder
Vorwärts Lieder (en castellano: «canciones hacia adelante») es un álbum de varios intérpretes, lanzado en 1974 bajo el sello discográfico alemán Pläne.
Las dos últimas canciones de cada lado del disco pertenecen a la banda chilena Quilapayún, exiliada en Europa por esos años producto de la dictadura militar en su país.

## Lista de canciones
| Lado A |                            |                                     |          |  |
| N.º    | Título                     | Música                              | Duración |  |
| 1.     | «Begrüßungsrede»           | Horst Hilse                         | 3:06     |  |
| 2.     | «Frei Weg»                 | Mandolinenorchester Boscheln        | 3:15     |  |
| 3.     | «Lied Der Jugend»          | Falken-Songgruppe Essen-Frohnhausen | 2:37     |  |
| 4.     | «Einheitsfrontlied»        | Falken-Songgruppe Hannover          | 2:19     |  |
| 5.     | «Wirrköpfe»                | Egmond Elschner                     | 2:00     |  |
| 6.     | «An Die Herren Der Kriege» | IG-Metall-Chor Köln                 | 2:13     |  |
| 7.     | «Lob Des Lernens»          | Lerryn                              | 1:19     |  |
| 8.     | «La batea»                 | Quilapayún                          | 3:03     |  |
| 19:52  |                            |                                     |          |  |

| Lado B |                                   |                      |          |  |
| N.º    | Título                            | Música               | Duración |  |
| 1.     | «Comeback-Lied»                   | Lokomotive Kreuzberg | 2:52     |  |
| 2.     | «Es Lohnt Sich Doch»              | Fred Ape             | 4:48     |  |
| 3.     | «Die Welt Ist Für Alle Da»        | Regina Poschwat      | 1:59     |  |
| 4.     | «Wer Macht, Dass Züge Fahren»     | Manfred Schweizer    | 2:35     |  |
| 5.     | «Lied Zu Den Hocharbeiterstreiks» | Schlauch (2)         | 5:17     |  |
| 6.     | «Venceremos»                      | Quilapayún           | 2:28     |  |
| 19:59  |                                   |                      |          |  |